# Lago Chico (Pascua)
El lago Chico es un cuerpo de agua superficial ubicado en la Región de Aysén que es atravesado por el río Pascua poco después de salir del lago O'Higgins. 

## Ubicación y características
Poco antes de entrar al Chico, el río cae en una catarata y poco después de salir del lago vuelve a formar un salto de agua. El lago tiene 5 km de largo.: 579:580 
Este cuerpo de agua no aparece en el inventario público de lagos de Chile bajo ese nombre.